# Función zeta de Igusa
En matemáticas, una función zeta de Igusa es un tipo de función generadora, que cuenta el número de soluciones de una ecuación, módulo p, p2, p3, y así sucesivamente

## Definición
Para un número primo {\displaystyle p} sea {\displaystyle K} un cuerpo p-ádico, es decir {\displaystyle [K:\mathbb {Q} _{p}]<\infty }, {\displaystyle R} el anillo de valuación y {\displaystyle P} el ideal máximo. Para {\displaystyle z\in K} {\displaystyle \operatorname {ord} (z)} expresa la valuación de {\displaystyle z}, {\displaystyle \mid z\mid =p^{-\operatorname {ord} (z)}}, y {\displaystyle ac(z)=z\pi ^{-\operatorname {ord} (z)}} para un parámetro uniformizante {\displaystyle \pi } de {\displaystyle R}.
Sea {\displaystyle \phi :K^{n}\mapsto \mathbb {C} } una función Schwartz-Bruhat, es decir una función constante local con soporte compacto y sea {\displaystyle \chi } un carácter de {\displaystyle K*}.
En este caso se asocia un polinomio no constante {\displaystyle f(x_{1},\ldots ,x_{n})\in K[x_{1},\ldots ,x_{n}]} a la función zeta de Igusa
{\displaystyle Z_{\phi }(s,\chi )=\int _{K^{n}}\phi (x_{1},\ldots ,x_{n})\chi (ac(f(x_{1},\ldots ,x_{n})))|f(x_{1},\ldots ,x_{n})|^{s}\,dx}
donde {\displaystyle s\in \mathbb {C} ,\operatorname {Re} (s)>0,} y {\displaystyle dx} es una medida de Haar normalizada de forma tal que {\displaystyle R^{n}} posee una medida unitaria.

## Teorema de Igusa
Junichi Igusa demostró que {\displaystyle Z_{\phi }(s,\chi )} es una función racional en {\displaystyle t=q^{-s}}. La demostración utiliza el teorema de Heisuke Hironaka sobre la resolución de singularidades. Sin embargo, se sabe muy poco, en cuanto a fórmulas explícitas. (Existen algunos resultados sobre las funciones zeta de Igusa de variedades de Fermat.)

## Congruencias módulo potencias dep{\displaystyle p}
Por tanto, sea {\displaystyle \phi } la función característica de {\displaystyle R^{n}} y {\displaystyle \chi } el carácter trivial. Denótese por {\displaystyle N_{i}} el número de soluciones de la congruencia
{\displaystyle f(x_{1},\ldots ,x_{n})\equiv 0\mod p^{i}}.
Entonces, la función zeta de Igusa
{\displaystyle Z(s)=\int _{R^{n}}|f(x_{1},\ldots ,x_{n})|^{s}\,dx}
está relacionada con la serie de Poincaré
{\displaystyle P(t)=\sum _{i=0}^{\infty }p^{-in}N_{i}t^{i}}
por
{\displaystyle P(t)={\frac {1-tZ(s)}{1-t}},t=p^{-s}.}